# St. John Honeywood
St. John Honeywood (geboren am 7. Februar 1763 in Leicester, Province of Massachusetts Bay; gestorben am 1. September 1798 in Salem, New York) war ein amerikanischer Lehrer, Rechtsanwalt, Dichter und Maler.

## Leben und Werk
Honeywood, Sohn eines englischen Arztes, der sich in Massachusetts niedergelassen hatte, wurde im Alter von zwölf Jahren Vollwaise, genoss aber dennoch eine gute Schulausbildung und matrikulierte am Yale College, wo er sich der Patronage des Universitätspräsidenten Ezra Stiles erfreute. Nach seinem Studium ließ er sich zunächst in Schenectady, New York, nieder, wo er als Lehrer wirkte. 1784 begann er in Albany mit dem Studium der Rechtswissenschaft und ließ sich schließlich in Salem, New York, nieder, wo er bis zu seinem frühen Tod als Rechtsanwalt praktizierte.
Honeywood trat als Amateurmaler und -dichter hervor. Er schrieb einige Gelegenheitsgedichte politischen Inhalts, in denen er – wie etwa auch sein Zeitgenosse Philip Freneau – die junge amerikanische Nation und ihre Staatsmänner glorifizierte. So war er 1797 einer der Wahlmänner bei der Wahl des zweiten amerikanischen Präsidenten John Adams und verfasste zu diesem Anlass ein Gedicht über Washingtons Verzicht auf eine dritte Amtszeit (On General Washington’s Declining a Re-Election to the Presidency of the United States). Stilistisch ist es eine recht hölzerne Imitation der Dichtung des englischen Neoklassizismus, durchsetzt mit zahlreichen Verweisen auf die antike Mythologie und die Bibel. In anderen Gedichten wie dem „Gebet des eigennützigen Mannes angesichts des bevorstehenden Krieges“ (The Selfish Man’s Prayer on the Prospect of War) weicht die offiziöse Getragenheit einer sanften Ironie, wieder andere sind häuslich-robust und haben das Landleben in New York oder Neuengland zum Thema.
Honeywoods Gedichte wurden zumeist in Lokalzeitungen veröffentlicht, erst drei Jahre nach seinem Tod erschienen seine gesammelten Werke in einem Band. Im 19. Jahrhundert wurden einige seiner Gedichte ob ihrer moralischen oder patriotischen Erbaulichkeit gelegentlich anthologisiert, und er genoss einen Ruf als achtbarer, wenn auch höchstens zweitklassiger Poet; William Cullen Bryant beklagte 1818 in der Juliausgabe der North American Review in seinem Essay on American Poetry, dass Honeywoods Gedichten nicht die gebührende Aufmerksamkeit geschenkt werde. In neueren amerikanischen Literaturgeschichten erscheint Honeywoods Name bestenfalls in den Fußnoten.

## Werke
- Poems by St. John Honeywood, with Some Pieces in Prose. T. & J. Swords, New York 1801.

| Personendaten    | Personendaten                                                  |
| ---------------- | -------------------------------------------------------------- |
| NAME             | Honeywood, St. John                                            |
| KURZBESCHREIBUNG | amerikanischer Dichter                                         |
| GEBURTSDATUM     | 7. Februar 1763                                                |
| GEBURTSORT       | Leicester, Massachusetts Bay Colony, Königreich Großbritannien |
| STERBEDATUM      | 1. September 1798                                              |
| STERBEORT        | Salem, New York, Vereinigte Staaten                            |